# MTK Boedapest FC
MTK Boedapest FC is een Hongaarse voetbalclub uit de hoofdstad Boedapest, die sinds 2017 in de Hongaarse eerste klasse speelt.
De club werd in 1888 opgericht en is na Ferencváros de meest succesvolle club van het land met 23 titels. Zoals wel meer verenigingen beleefde de club vele naamswijzigingen. MTK was vooral succesvol voor de Tweede Wereldoorlog, al werden daarna ook nog acht titels binnengehaald.
In Europa werd de club finalist in de Beker der Bekerwinnaars in 1964, de club verloor van Sporting Clube de Portugal.

## Geschiedenis
De club werd in 1888 opgericht. Een aantal van de leden behoorde tot de joodse gemeenschap van de stad. Aanvankelijk was de club actief in schermen en atletiek. Met de opkomst van het voetbal kreeg de club op 12 maart 1901 ook een eigen afdeling. De eerste wedstrijd werd gespeeld tegen BTC en eindigde op een 0-0 gelijkspel, BTC werd datzelfde jaar de allereerste landskampioen. In 1902 begon de club met competitievoetbal in de tweede divisie. De club werd vicekampioen achter Postás en promoveerde naar de hoogste klasse. Na een derde plaats werd de club al in 1904 kampioen, met één punt voorsprong op Ferencváros. Na twee derde plaatsen werd de club in 1908 opnieuw kampioen, zonder één wedstrijd te verliezen. MTk werd de succesvolse club in het pré-proftijdperk. Tot 1926 speelden ook enkel clubs uit Boedapest in de amateurcompetitie. Na de invoering van het professionalisme werd deze toegankelijk voor het hele land. De club won nog drie titels voor het uitbreken van de Tweede Wereldoorlog, maar stadsrivalen Ferencváros en Újpest waren in die tijd succesvoller.
In 1940 werd de club opgedoekt. In 1945 werd de club heropgericht en mocht meteen terug in de hoogste klasse spelen. De club kon in 1951 een nieuwe landstitel behalen won er nog twee in de jaren vijftig. De hoogdagen van de club waren echter voorbij. De stadsrivalen waren succesvoller en MTK moest genoegen nemen met ereplaatsen. Hierdoor speelde de club wel geregeld Europees voetbal. In 1962 verloor de club in de Jaarbeursstedenbeker, de voorloper van de UEFA Cup, pas in de halve finale van Valencia CF. In 1964 verloor de club in de Europacup II in de finale van Sporting Portugal.
In 1981 volgde een eerste degradatie. De club kon meteen terugkeren en in 1987 werd de club opnieuw kampioen. Na een nieuwe degradatie in 1994 kon de club opnieuw meteen terugkeren en bloeide weer even op en behaalde vier landstitels tussen 1997 en 2008. In 2011 degradeerde de club echter opnieuw en ook in 2017, 2019 en 2022 degradeerde de club. Zodoende komt de club in het seizoen 2022/23 uit op het tweede niveau, Nemzeti Bajnokság II.

## Erelijst
| Internationaal         |     | |
| Mitropacup             | 1x  | 1955 |
| Nationaal              |     | |
| Hongaars landskampioen | 23x | 1904, 1908, 1914, 1917, 1918, 1919, 1920, 1921, 1922, 1923, 1924, 1925, 1929, 1936, 1937, 1951, 1953, 1958, 1987, 1997, 1999, 2003, 2008 |
| Beker van Hongarije    | 12x | 1910, 1911, 1912, 1914, 1923, 1925, 1932, 1952, 1968, 1997, 1998, 2000                                                                   |
| Nemzeti Bajnokság II   | 1x  | 2012 (West), 2018 |

## Naamsveranderingen
- 1888 : oprichting als MTK Budapest
- 1926 : Hungária FC MTK Budapest
- 1940 : sluiting club
- 1945 : heroprichting MTK Budapest
- 1949 : Budapesti Textiles SE
- 1950 : Budapesti Bástya SE
- 1952 : Budapesti Vörös Lobogó
- 1956 : MTK Budapest
- 1975 : fusie met VM Egyetértés SK Budapest → MTK/VM Budapest
- 1992 : MTK Budapest
- 1994 : MTK FC Budapest
- 1997 : MTK Hungária FC
- 2003 : MTK Budapest FC

## Eindklasseringen vanaf 1960
| 4 |

| 3 |

| 5 |

| 2 |

| 7 |

| 7 |

| 8 |

| 10 |

| 10 |

| 11 |

| 9 |

| 4 |

| 5 |

| 13 |

| 9 |

| 10 |

| 10 |

| 6 |

| 8 |

| 3 |

| 14 |

| 8 |

| 17 |

| 1 |

| 12 |

| 8 |

| 14 |

| 7 |

| 1 |

| 6 |

| 3 |

| 2 |

| 10 |

| 5 |

| 4 |

| 16 |

| 1 |

| 5 |

| 1 |

| 5 |

| 1 |

| 2 |

| 6 |

| 3 |

| 1 |

| 6 |

| 3 |

| 4 |

| 2 |

| 1 |

| 7 |

| 6 |

| 15 |

| 1 |

| 4 |

| 8 |

| 3 |

| 4 |

| 11 |

| 1 |

| 11 |

| 1 |

| 7 |

| 11 |

| 2 |

| 8 |

| 5 |

| NB I | NB II |

## In Europa
MTK Boedapest FC speelt sinds 1927 in diverse Europese competities. Hieronder staan de competities en in welke seizoenen de club deelnam. De edities die MTK heeft gewonnen zijn dik gedrukt:
- Champions League (4x)

1997/98, 1999/00, 2003/04, 2008/09
- Europacup I (3x)

1955/56, 1958/59, 1987/88
- Europa League (3x)

2012/13, 2015/16, 2016/17
- Europacup II (4x)

1963/64, 1969/70, 1976/77, 1998/99
- UEFA Cup (9x)

1978/79, 1989/90, 1990/91, 1993/94, 1997/98, 1999/00, 2000/01, 2003/04, 2007/08
- Jaarbeursstedenbeker (1x)

1961/62
- Mitropacup (21x)

1927, 1928, 1929, 1931, 1933, 1934, 1935, 1936, 1937, 1938, 1940, 1955, 1956, 1957, 1959, 1960, 1962, 1963, 1964, 1966, 1971
- Donau Cup (1x)

1958

## Spelers

### Hongaren
- Gábor Babos
- Bertalan Bicskei
- Márton Eppel
- Sándor Egervári
- Nándor Hidegkuti
- Ádám Hrepka
- Béla Illés
- János Molnár
- Krisztián Kenesei
- Péter Palotás
- Franz Platko
- Alfréd Schaffer
- Imre Schlosser
- László Zsidai

## Trainer-coaches
- József Verebes (1986–1992)
- Imre Gellei (1992–1994)
- István Kisteleki (1995–1996)
- József Garami (1996–1998)
- Sándor Egervári (1998–1999)
- Henk ten Cate (1999–2000)
- Gábor Pölöskei (2000–2001)
- Sándor Egervári (2002–2004)
- József Garami (2004–2015)
- Csaba László (2015–2016)
- Vaszilisz Teodoru (2016)
- Zsolt Tamási (2016–2017)
- Tamás Feczkó (2017–)

## Vrouwen

### In Europa
| Seizoen | Competitie        | Ronde | Land                 | Club         | Uitslagen |
| ------- | ----------------- | ----- | -------------------- | ------------ | --------- |
| 2005/06 | UEFA Women's Cup  | 1e    | Vlag van Griekenland | AE Aegina    | 2-2       |
|         | toernooi in Sofia | 1e    | Vlag van Kazachstan  | Alma KTZH    | 0-3       |
|         |                   | 1e    | Vlag van Bulgarije   | FC NSA Sofia | 1-1       |